# Economia del Iemen
Iemen és un país amb ingressos reduïts, que és altament dependent de l'exportació de petits jaciments de petroli, el qual és responsable per 25% del producte interior brut i 70% de les rendes governamentals. És, no obstant això, el país més pobre de l'Orient Mitjà. L'agricultura és variada, però aprofita menys del 10% del territori i és afavorida per ser l'única regió de la Península Aràbiga amb pluges regulars. Amb prou feines un 1% de la superfície és irrigable, i l'economia segueix sent molt arcaica. Dins del sector agrícola convé citar els cultius de cereals - mill, sorgo, cafè, el blat, la melca, l'ordi i el blat de moro, els llegums, les patates, les oleaginoses (sèsam i cotó), les hortalisses, el cafè i el tabac. Hi ha conreus de vinya i arbres fruiters de clima temperat i tropical (palmera de dàtils).
El país ha intentat enfrontar els efectes de la declinació en la producció de petroli, diversificant l'economia a partir d'un programa de reformes iniciat el 2006, destinat a sectors no-petrolífers i a l'atracció d'inversions estrangeres. En octubre de 2009 el país va exportar per primera vegada gas natural, com a primer resultat d'aquest programa de diversificació.